# Mašková
Mašková (in ungherese Maskófalva, in tedesco Moschendorf) è un comune della Slovacchia facente parte del distretto di Lučenec, nella regione di Banská Bystrica.